# Grammy Award para Melhor Álbum Instrumental Contemporâneo
O Grammy Award para Best Contemporary Instrumental Album é uma das categorias da Grammy Awards, uma cerimónia estabelecida em 1958, e originalmente denominada como Gramophone Awards, que presenteia músicos por trabalhos com qualidade vocal e instrumental em álbuns de música pop instrumental. As várias categorias são apresentadas anualmente pela National Academy of Recording Arts and Sciences dos Estados Unidos em "honra da realização artística, proficiência técnica e excelência global na indústria da gravação, sem ter em conta as vendas de álbuns ou posições nas tabelas musicais".
O primeiro artista a vencer a categoria foi Joe Jackson em 2001. De acordo com o guia descritivo da categoria, o prêmio é concedido a álbuns contendo "pelo menos 51% de música pop instrumental inédita". Entre os vencedores, estão produtores, engenheiros de som e técnicos associados ao trabalho em questão, além dos artistas principais. Em 2005, o produtor de uma compilação recebeu o prêmio em nome de todos os artistas que a compuseram. Larry Carlton e Booker T. Jones são os maiores vencedores da categoria, com dois prêmios cada um, enquanto Gerald Albright recebeu seis indicações - mais do que qualquer outro artista.

## Vencedores e indicados
| Ano  | Artista                         | Álbum                           | Indicados | Ref.   |
| ---- | ------------------------------- | ------------------------------- | --- | ------ |

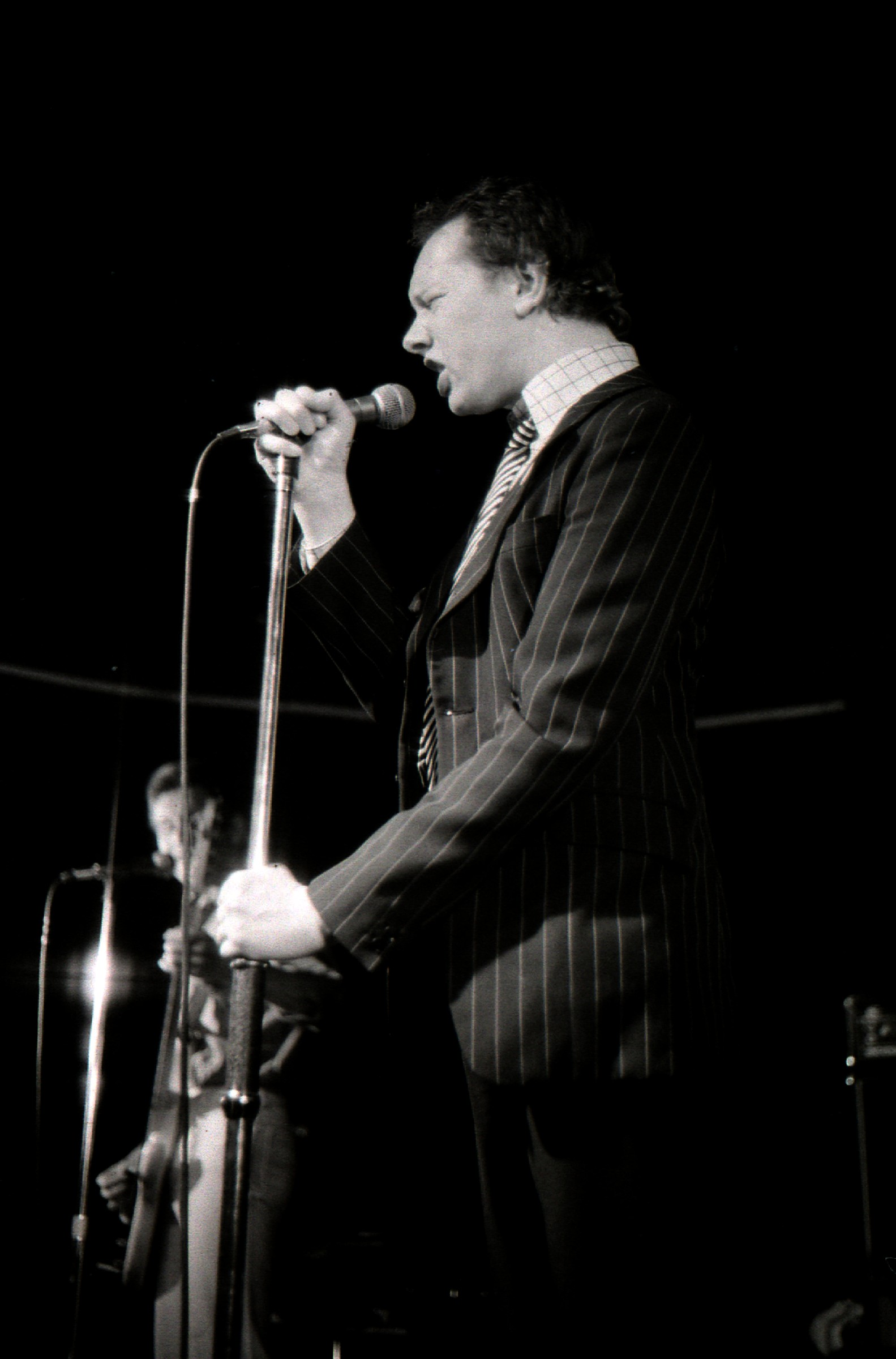
Joe Jackson, o primeiro vencedor da categoria em 2001.

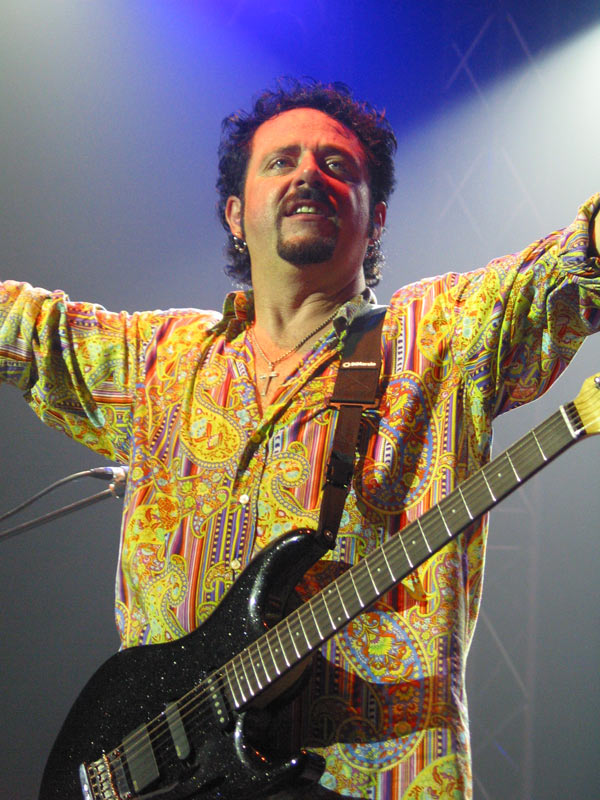
Steve Lukather, vencedor em 2002.

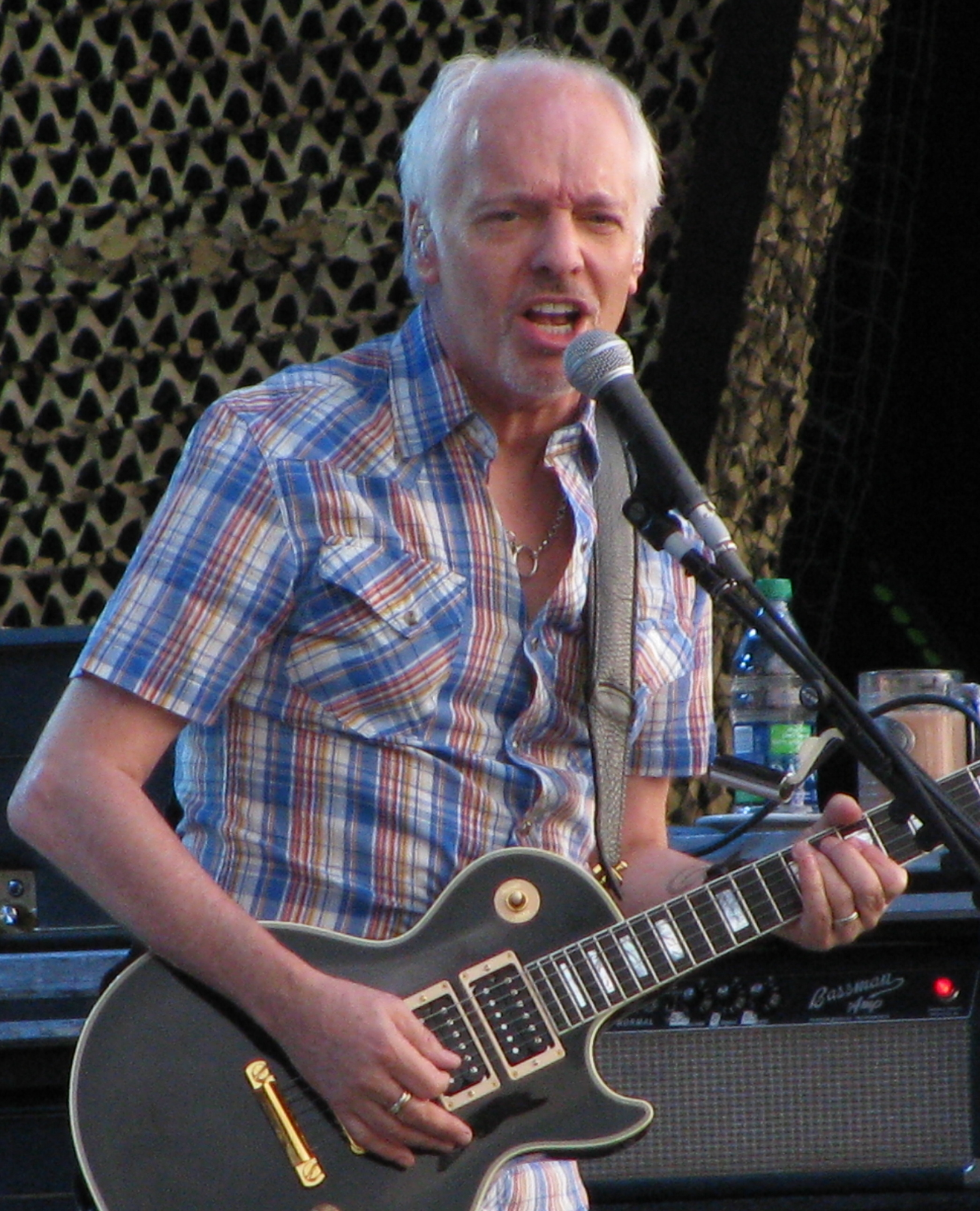
Peter Frampton, vencedor em 2007.

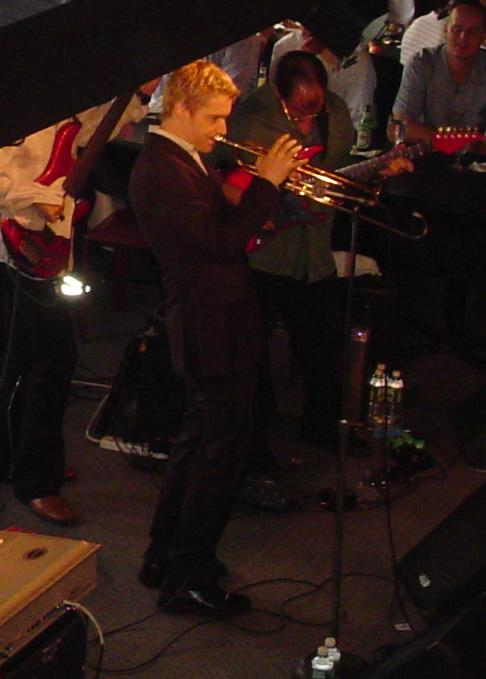
Chris Botti, vencedor em 2013 e indicado em 2008 e 2010.

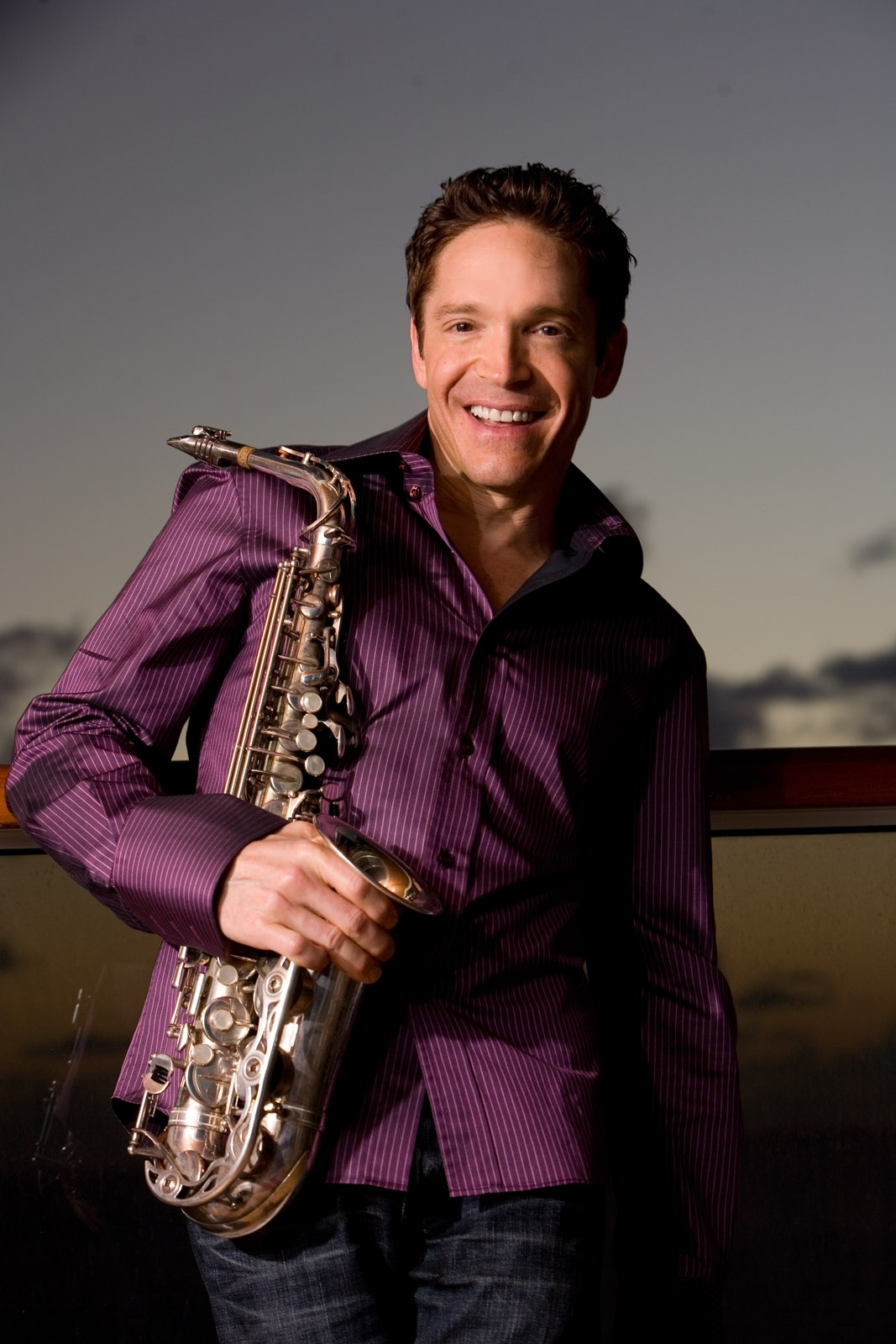
Dave Koz possui seis indicações ao prêmio.

| 2001 | Joe Jackson                     | Symphony No. 1                  | - Blue Man Group – Audio - Kenny G – Faith: A Holiday Album - William Orbit – Pieces in a Modern Style - Kirk Whalum – Hymns in the Garden                                      | [ 3 ]  |
| 2002 | Larry Carlton e Steve Lukather  | No Substitutions: Live in Osaka | - Acoustic Alchemy – AArt - Dave Koz & Friends – A Smooth Jazz Christmas - Neal Schon – Voice - Kirk Whalum – Unconditiona                                                      | [ 4 ]  |
| 2003 | Norman Brown                    | Just Chillin'                   | - Kenny G – Paradise - Boney James – Ride - John Tesh – The Power of Love - Kirk Whalum – The Christmas Message                                                                 | [ 5 ]  |
| 2004 | Ry Cooder e Manuel Galban       | Mambo Sinuendo                  | - Jim Brickman – Peace - Kenny G – Wishes: A Holiday Album - Prince – N.E.W.S - George Winston – Night Divides the Day – The Music of the Doors                                 | [ 6 ]  |
| 2005 | Vários Artistas                 | Henry Mancini: Pink Guitar      | - Boney James – Pure - Dave Koz – Saxophonic - Vários Artistas – Forever, for Always, for Luther - Mason Williams – EP 2003: Music for the Epicurean Harkener                   | [ 7 ]  |
| 2006 | Burt Bacharach                  | At This Time                    | - Eric Johnson – Bloom - Earl Klugh – Naked Guitar - Daniel Lanois – Belladonna - Jeff Lorber – Flipside                                                                        | [ 8 ]  |
| 2007 | Peter Frampton                  | Fingerprints                    | - Gerald Albright – New Beginnings - Larry Carlton – Fire Wire - Fourplay – X - Spyro Gyra – Wrapped in a Dream                                                                 | [ 9 ]  |
| 2008 | Beastie Boys                    | The Mix-Up                      | - Chris Botti – Italia - Dave Koz – At the Movies - Spyro Gyra – Good to Go-Go - Kirk Whalum - Roundtrip                                                                        | [ 10 ] |
| 2009 | Béla Fleck and the Flecktones   | Jingle All the Way              | - Gerald Albright – Sax for Stax - Larry Carlton – Greatest Hits Rerecorded, Volume One - Earl Klugh – The Spice of Life - Spyro Gyra – A Night Before Christmas                | [ 11 ] |
| 2010 | Booker T. Jones                 | Potato Hole                     | - Chris Botti – In Boston - Hiroshima – Legacy - The Rippingtons and Russ Freeman – Modern Art - Spyro Gyra – Down the Wire                                                     | [ 12 ] |
| 2011 | Larry Carlton e Tak Matsumoto   | Take Your Pick                  | - Gerald Albright – Pushing the Envelope - Kenny G – Heart and Soul - Robby Krieger – Singularity - Kirk Whalum – Everything Is Everything: The Music of Donny Hathaway         | [ 13 ] |
| 2012 | Booker T. Jones                 | The Road from Memphis           | - Jenny Oaks Baker – Wish Upon a Star: A Tribute to the Music of Walt Disney - Daniel Ho – E Kahe Malie - Dave Koz – Hello Tomorrow - Brian Setzer – Setzer Goes Instru-Mental! | [ 14 ] |
| 2013 | Chris Botti                     | Impressions                     | - Gerald Albright and Norman Brown – 24/7 - Larry Carlton – Four Hands and a Heart Volume One - Dave Koz – Live at the Blue Note Tokyo - Arun Shenoy – Rumbadoodle              | [ 15 ] |
| 2014 | Herb Alpert                     | Steppin' Out                    | - Boney James – The Beat - Earl Klugh – HandPicked - Dave Koz, Gerald Albright, Mindi Abair e Richard Elliot – Summer Horns - Jeff Lorber Fusion – Hacienda                     | [ 16 ] |
| 2015 | Chris Thile e Edgar Meyer       | Bass & Mandolin                 | - Mindi Abair – Wild Heart - Gerald Albright – Slam Dunk - Nathan East – Nathan East - Jeff Lorber, Chuck Loeb e Everette Harp – Jazz Funk Soul                                 | [ 17 ] |
| 2016 | Snarky Puppy e Metropole Orkest | Sylva                           | - Bill Frisell – Guitar in the Space Age! - Wouter Kellerman – Love Language - Marcus Miller – Afrodeezia - Kirk Whalum – The Gospel According to Jazz, Chapter IV              | [ 18 ] |